# Michael Masi
Michael Masi (Sydney, 8 giugno 1978) è un dirigente sportivo australiano, è stato il direttore di gara di Formula 1 dal 2019 al 2021.

## Biografia
Masi è nato a Sydney nel 1978 ed è di origine italiana. Cresciuto nei sobborghi di Fairfield e Canada Bay, Masi ha inizialmente studiato marketing al TAFE prima dei suoi ruoli nel motorsport.

## Carriera
Michael Masi ha iniziato la carriera facendo da volontariato per i team Super Touring mentre era ancora a scuola. Successivamente viene nominato vice direttore della Australian Supercars e come direttore generale del Rally d'Australia. 

### Formula 1
Il suo primo approccio con la Formula 1 fu quando la FIA lo incaricò di fare l'inaugurazione del Gran Premio di Singapore nel 2008 e di Corea nel 2010. 
Nel 2018 viene nominato vicedirettore di gara della Formula 1, Formula 2 e della Formula 3. Masi si alternò in questo ruolo nei vari Gran Premi con Scott Elkins, che sarebbe diventato direttore di gara della Formula E e del Deutsche Tourenwagen Masters. Il 14 marzo 2019 Charlie Whiting (all’epoca, direttore di gara) viene improvvisamente a mancare all'età di 66 anni e Masi lo sostituisce fino alla fine della stagione 2019. Viene confermato nel ruolo di direttore di gara anche per il mondiale 2020 e il mondiale 2021. Per la stagione 2022, dopo le controversie sulle sue decisioni al Gran Premio di Abu Dhabi 2021, viene sostituito da Niels Wittich (ex direttore di gara del DTM) e Eduardo Freitas (ex direttore di gara del WEC), che si alterneranno a ogni Gran Premio.

#### Polemiche e controversie
Molte delle decisioni di Masi come direttore di gara sono state oggetto di polemiche da parte di piloti, team e media. Durante la seconda sessione di qualifiche del Gran Premio di Turchia 2020 le monoposto sono state fatte scendere in pista nonostante la presenza di una gru.
Durante il campionato 2021, scandito da un feroce duello per il titolo mondiale piloti tra Lewis Hamilton (pilota della Mercedes) e Max Verstappen (pilota della Red Bull), diverse sue decisioni lo hanno fatto oggetto di polemiche. Ad esempio la sua decisione di esporre la bandiera rossa per riprendere la gara per un solo giro durante il Gran Premio d'Azerbaigian. A lui si deve il Gran Premio più corto della storia della Formula 1: il Gran Premio del Belgio dove, sotto un diluvio che non permette di correre, decide di effettuare solo due giri dietro la Safety Car, al fine di determinare una classifica valida (con la metà dei punti). È anche coinvolto in una contrattazione con le due squadre rivali per cambiare posizione in griglia durante la terza partenza del Gran Premio dell'Arabia Saudita.
L'impatto delle sue decisioni culmina nel round conclusivo del campionato ad Abu Dhabi, nel quale derivano anche a una delle novità decise per la stagione 2021: l'apertura al pubblico del canale di comunicazione radio della FIA che ha permesso di ascoltare le discussioni tra i team principal e la direzione di gara. Il fatto che durante le gare i team potessero parlare con lo stesso Masi, mettendolo così sotto pressione, è stato successivamente messo in forte discussione. Al via Hamilton prende il comando, seguito da Verstappen e Sergio Pérez. L'olandese cerca di riprendersi la vetta della gara alla curva 6, riuscendo a prevalere su Hamilton. Il britannico esce nella via di fuga e riconquista il primato della gara; la manovra viene considerata corretta da parte dei commissari, tanto che Hamilton non deve restituire la posizione e rimane leader. Al cinquantaduesimo giro Nicholas Latifi va in testacoda, sbattendo contro le barriere. Masi decide di non far esporre le bandiere rosse e invia in pista la safety car. Verstappen decide di passare a gomme soft, mentre Hamilton prosegue. Masi, tuttavia, decide di far sdoppiare solo le vetture che ci sono tra Hamilton e Verstappen (ma non tutti i doppiati), consentendo così alla gara di riprendere nella sua valenza agonistica solo per l'ultimo giro, che diventa decisivo per l'assegnazione del titolo. Prima della ripartenza però la Red Bull fa ritirare Pérez. Hamilton rallenta molto il ritmo, prima che la safety car rientri ai box, ma alla ripartenza è subito attaccato da Verstappen, che passa alla curva 5 e resiste al ritorno del britannico, consentendogli di diventare campione del mondo.
Al termine della gara, la Mercedes presenta due reclami: nel primo reclamo viene contestato il fatto che il pilota olandese della Red Bull Racing, Max Verstappen, abbia superato il pilota britannico Lewis Hamilton durante il periodo di safety car; nel secondo reclamo viene contestato il fatto che le vetture doppiate non si erano tutte sdoppiate e la circostanza che ha visto la gara riprendere nello stesso giro nel quale è poi ripresa per la tornata conclusiva, sostenendo che la classifica finale del Gran Premio non è valida è che vada ripristinata quella del giro precedente. La Federazione respinge i due reclami presentati dalla scuderia tedesca. La Mercedes quindi manifesta l'intenzione di ricorrere in appello. Il mercoledì successivo alla disputa del Gran Premio, la Federazione rilascia un comunicato in cui viene annunciato che verrà aperto uno studio approfondito per aggiornare il regolamento in regime di safety car in vista del 2022. A seguito di questa decisione, il giorno seguente la Mercedes decide di non ricorrere in appello.
Il 28 gennaio Peter Bayer, segretario generale della FIA che partecipa agli incontri della commissione d'inchiesta con le squadre e le autorità sportive, non esclude che Masi venga sostituito ma fa intendere che potrebbe essere assistito da una o più persone per sollevarlo da alcuni dei tanti compiti che deve svolgere durante un Gran Premio. Spiega inoltre che d'ora in poi i capisquadra non potranno più comunicare con lui direttamente, ma tramite un delegato che raccoglierà gli esposti durante la gara.
Il 17 febbraio 2022, il nuovo presidente della FIA, Mohammed Ben Sulayem, ha annunciato che Masi è stato rimosso dall'incarico, nominando Eduardo Freitas e Niels Wittich come direttori di gara, assistiti da Herbie Blash (ex vice-direttore di gara nella categoria in attività fino al 2016), che è stato nominato come consigliere speciale permanente.